# Lissonota tacnaensis
Lissonota tacnaensis là một loài tò vò trong họ Ichneumonidae.